# Honeywell RQ-16 T-Hawk
Honeywell RQ-16A T-Hawk ("Tarantula hawk" - vrsta ose) je VTOL zrakoplov, ki ga je razvil ameriški Honeywell. Namenjen je izvidništvu in opazovanju. RQ-16 ima težo okrog 9 kilogramov, tako ga lahko vojaki nosijo na hrbtu. Čas leta je okrog 40 minut. 
T-Hawk se je v Iraku izkazal za zelo uporabnega, Ameriška mornarica je kasneje naročila 372 teh zrakoplovov.

## Specifikacije (okvirne)
- Posadka: brez
- Gros teža: 8,4 kg
- Motor: 1 × 3W-56 56 cc Boxer Twin batni motor, 4 KM (3 kW)
- Največja hitrost: 130 km/h
- Čas leta: 40 min
- Višina leta (servisna): 10500 ft (3200 m)